# 巴坦歐白魚
巴坦歐白魚（学名：Alburnus battalgilae）為輻鰭魚綱鯉形目雅羅魚科歐白魚屬的其中一種，被IUCN列為易危保育類動物，分布於亞洲土耳其蓋迪茲河和科卡河流域，體長可達10.8公分，棲息在底中層水域，生活習性不明。

## 扩展阅读
維基物種上的相關：巴坦歐白魚